# Křišťanovice
Křišťanovice är en ort i Tjeckien. Den ligger i den östra delen av landet, 220 km öster om huvudstaden Prag. Křišťanovice ligger 608 meter över havet och antalet invånare är 285.
Terrängen runt Křišťanovice är platt söderut, men norrut är den kuperad.Runt Křišťanovice är det glesbefolkat, med 17 invånare per kvadratkilometer. Närmaste större samhälle är Bruntál, 15,6 km norr om Křišťanovice. Omgivningarna runt Křišťanovice är en mosaik av jordbruksmark och naturlig växtlighet.